# El Rosario (Oaxaca)
El Rosario es una población del estado mexicano de Oaxaca, conurbada con la ciudad de Oaxaca de Juárez, capital del estado. Forma parte del municipio de San Sebastián Tutla, del que es la mayor concentración poblacional.

## Historia
Los orígenes de la población que hoy es El Rosario están en la antigua Hacienda del Rosario, localizado en donde hoy se encuentra la población y de la que recibe su nombre. Los terrenos de esta hacienda fueron repartidos como consecuencia de la Revolución Mexicana y se constituyó en un pequeño núcleo poblacional. Esta población cuyo crecimiento inicial fue mínimo formó parte del municipio de Santa Lucía del Camino entre el 12 de junio de 1940 y el 30 de junio de 1941.
En 1980 el entonces gobernador de Oaxaca, Heladio Ramírez López, proyectó que en estos terrenos, conurbados con la ciudad de Oaxaca y con otras poblaciones de importancia como Santa Lucía del Camino y Santa Cruz Amilpas —pero que pertenecía al municipio de San Sebastián Tutla— se construyera una unidad habitacional proyectada por el entonces Instituto de la Vivienda de Oaxaca. Posteriormente el Fondo de la Vivienda para los Trabajadores del Estado (FOVISSSTE) y el Instituto del Fondo Nacional para la Vivienda de los Trabajadores (INFONAVIT) construyeron numerosas casas habitación, que elevaron la población de la nueva localidad y constituyeron un importante asentamiento dedicado fundamentalmente a habitación.
Sin embargo tal crecimiento poblacional ha generado un conflicto social entre los habitantes de El Rosario, que son la mayor población de municipio, con los de la cabecera municipal, San Sebastián Tutla, de la que se encuentran territorialmente aislados, pues El Rosario constituye un exclave del territorio municipal, separada por el territorio de Santa Cruz Amilpas. La elección del ayuntamiento de San Sebastián Tutla es por el principio de usos y costumbres, es decir, sin la intervención oficial de partidos políticos; ante lo cual los habitantes de El Rosario ha denunciado repetidas veces que dicho principio restringe su derecho a votar y ser votados, pues el ayuntamiento solo es electo por los pobladores de la cabecera municipal. En consecuencia, en 2016, los habitantes del fraccionamiento interpusieron un juicio de protección de sus derechos electorales ante el Instituto Electoral de Oaxaca y ante el Tribunal Electoral del Poder Judicial de la Federación que tuvo como consecuencia la invalidación de las elecciones del ayuntamiento de San Sebastián Tutla del 16 de octubre del mismo año. Este conflicto ha causado enfrentamientos violentos entre las partes reclamantes.

## Localización y demografía
El Rosario se encuentra localizado al suroeste de la ciudad de Oaxaca y su área metropolitana y al sur del río Salado, una de las principales corrientes de la zona junto con el río Atoyac, del que es tributario. Se encuentra localizado en las coordenadas 17°02′40″N 96°41′30″O / 17.04444, -96.69167 y tiene una altitud de 1 546 metros sobre el nivel del mar.
De acuerdo a los resultados del Censo de Población y Vivienda de 2010 realizado por el Instituto Nacional de Estadística y Geografía; El Rosario tiene una población total de 11 707 habitantes, de los que 5 392 son hombres y 6 315 son mujeres. Lo cual la convierte en la localidad más poblada de San Sebastián Tutla y en la número 30 del estado de Oaxaca.